# Liste der Botschafter der Vereinigten Staaten in Dschibuti

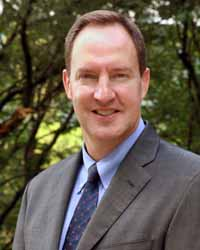
Jonathan Pratt, derzeitiger US-Botschafter in Dschibuti

Die Liste der Botschafter der Vereinigten Staaten in Dschibuti bietet einen Überblick über die Leiter der US-amerikanischen diplomatischen Vertretung in Dschibuti seit 1980. Der Staat in Ostafrika hatte bis 1977 als Französisches Afar- und Issa-Territorium firmiert und dann nach einer Volksabstimmung die Unabhängigkeit von Frankreich erlangt. Die Vereinigten Staaten nahmen umgehend diplomatische Beziehungen zu Dschibuti auf; am 27. Juli 1977 wurde die Botschaft in der Hauptstadt Dschibuti eröffnet, deren Leitung zunächst Walter S. Clarke als kommissarischer Chargé d’affaires innehatte. Mit Jerrold M. North trat der erste offizielle Botschafter am 27. Oktober 1980 seinen Posten an.
| Amtszeit  | Name                       | ernannt von    |
| --------- | -------------------------- | -------------- |
| 1980–1982 | Jerrold M. North           | Jimmy Carter   |
| 1983–1985 | Alvin P. Adams             | Ronald Reagan  |
| 1985–1987 | John Pierce Ferriter       | Ronald Reagan  |
| 1988–1991 | Robert South Barrett       | Ronald Reagan  |
| 1991–1993 | Charles R. Baquet          | George Bush    |
| 1994–1996 | Martin L. Cheshes          | Bill Clinton   |
| 1998–2000 | Lange Schermerhorn         | Bill Clinton   |
| 2000–2003 | Donald Yamamoto            | Bill Clinton   |
| 2004–2006 | Marguerita Dianne Ragsdale | George W. Bush |
| 2006–2008 | W. Stuart Symington        | George W. Bush |
| 2008–2011 | James C. Swan              | George W. Bush |
| 2011–2014 | Geeta Pasi                 | Barack Obama   |
| 2014–2017 | Thomas P. Kelly III        | Barack Obama   |
| 2017–2021 | Larry André                | Donald Trump   |
| seit 2021 | Jonathan Pratt             | Joe Biden      |